# Colin Heathcock
Colin Yang Siqi Heathcock (ur. 20 grudnia 2005) – amerykański szablista, brązowy medalista mistrzostw świata.
W 2022 roku zdobył złoto w indywidualnej rywalizacji juniorów i srebro wśród kadetów na mistrzostwach świata juniorów w Dubaju. Na rozgrywanych rok później mistrzostwach świata juniorów w Płowdiwie zdobył złoto indywidualnie i drużynowo. Zdobył także złoto drużynowo na mistrzostwach świata juniorów w Rijadzie w 2024 roku.
Podczas mistrzostw świata w Mediolanie w 2023 roku Amerykanie w składzie: Eli Dershwitz, Andrew Doddo, Colin Heathcock i Mitchell Saron zajęli trzecie miejsce w zawodach drużynowych. W turnieju indywidualnym zajął tam 24. miejsce.